# Lotta ai Giochi della XXXII Olimpiade
Le gare di lotta ai Giochi della XXXII Olimpiade si sono svolte dal 1º al 7 agosto 2021 al Makuhari Messe di Tokyo. Erano in palio 18 titoli: 12 di lotta libera (6 maschili e 6 femminili) e 6 di lotta greco-romana (tutti maschili).

## Calendario
| Q | Qualificazioni ed eliminatorie | F | Ripescaggi, finale medaglia di bronzo e finale medaglia d'oro |

| Lotta libera maschile       |   |   |   |   |   |   |   |
| Fino a 57 kg                |   |   |   | Q | F |   |   |
| Fino a 65 kg                |   |   |   |   |   | Q | F |
| Fino a 74 kg                |   |   |   |   | Q | F |   |
| Fino a 86 kg                |   |   |   | Q | F |   |   |
| Fino a 97 kg                |   |   |   |   |   | Q | F |
| Fino a 125 kg               |   |   |   |   | Q | F |   |
| Lotta greco-romana maschile |   |   |   |   |   |   |   |
| Fino a 60 kg                | Q | F |   |   |   |   |   |
| Fino a 67 kg                |   |   | Q | F |   |   |   |
| Fino a 77 kg                |   | Q | F |   |   |   |   |
| Fino a 87 kg                |   |   | Q | F |   |   |   |
| Fino a 97 kg                |   | Q | F |   |   |   |   |
| Fino a 130 kg               | Q | F |   |   |   |   |   |
| Lotta libera femminile      |   |   |   |   |   |   |   |
| Fino a 50 kg                |   |   |   |   |   | Q | F |
| Fino a 53 kg                |   |   |   |   | Q | F |   |
| Fino a 57 kg                |   |   |   | Q | F |   |   |
| Fino a 62 kg                |   |   | Q | F |   |   |   |
| Fino a 68 kg                |   | Q | F |   |   |   |   |
| Fino a 76 kg                | Q | F |   |   |   |   |   |

## Podi

### Uomini
| Evento                   | Oro                  | Argento                      | Bronzo                                     |
| Lotta libera             |                      |                              |                                            |
| fino a 57 kg (dettagli)  | Zaur Uguev           | Ravi Kumar Dahiya            | Nurislam Sanayev Thomas Gilman             |
| fino a 65 kg (dettagli)  | Takuto Otoguro       | Hacı Əliyev                  | Gadžimurad Rašidov Bajrang Punia           |
| fino a 74 kg (dettagli)  | Zaurbek Sidakov      | Mahamedchabib Kadzimahamedaŭ | Kyle Dake Bekzod Abdurakhmonov             |
| fino a 86 kg (dettagli)  | David Morris Taylor  | Hassan Yazdani               | Artur Najfonov Myles Amine                 |
| fino a 97 kg (dettagli)  | Abdulrašid Sadulaev  | Kyle Snyder                  | Reineris Salas Abraham Conyedo             |
| fino a 125 kg (dettagli) | Gable Steveson       | Geno P'et'riashvili          | Amir Hossein Zare Taha Akgül               |
| Lotta greco-romana       |                      |                              |                                            |
| fino a 60 kg (dettagli)  | Luis Orta            | Ken'ichirō Fumita            | Walihan Sailike Sergej Emelin              |
| fino a 67 kg (dettagli)  | Mohammad Reza Geraei | Parviz Nasibov               | Frank Stäbler Mohamed El Sayed             |
| fino a 77 kg (dettagli)  | Tamás Lőrincz        | Akzhol Makhmudov             | Rafiq Hüseynov Shohei Yabiku               |
| fino a 87 kg (dettagli)  | Žan Belenjuk         | Viktor Lőrincz               | Denis Maksymilian Kudla Zurab Datunashvili |
| fino a 97 kg (dettagli)  | Musa Evloev          | Art'our Aleksanyan           | Mohammadhadi Saravi Tadeusz Michalik       |
| fino a 130 kg (dettagli) | Mijaín López         | Iakob Kajaia                 | Rıza Kayaalp Sergej Semënov                |

### Donne
| Evento                  | Oro                 | Argento            | Bronzo                                   |
| Lotta libera            |                     |                    |                                          |
| fino a 50 kg (dettagli) | Yui Susaki          | Sun Yanan          | Marija Stadnyk Sarah Hildebrandt         |
| fino a 53 kg (dettagli) | Mayu Mukaida        | Pang Qianyu        | Vanėsa Kaladzinskaja Bolortuya Bat Ochir |
| fino a 57 kg (dettagli) | Risako Kawai        | Iryna Kuračkina    | Helen Maroulis Evelina Nikolova          |
| fino a 62 kg (dettagli) | Yukako Kawai        | Aisuluu Tynybekova | Iryna Koljadenko Tajbe Jusein            |
| fino a 68 kg (dettagli) | Tamyra Mensah       | Blessing Oborududu | Meerim Zhumanazarova Alla Čerkasova      |
| fino a 76 kg (dettagli) | Aline Rotter-Focken | Adeline Gray       | Yasemin Adar Zhou Qian                   |

## Medagliere
| Pos.   | Paese        | Oro | Argento | Bronzo | Totale |
| ------ | ------------ | --- | ------- | ------ | ------ |
| 1      | Giappone     | 5   | 1       | 1      | 7      |
| 2      | ROC          | 4   | 0       | 4      | 8      |
| 3      | Stati Uniti  | 3   | 2       | 4      | 9      |
| 4      | Cuba         | 2   | 0       | 1      | 3      |
| 5      | Ucraina      | 1   | 1       | 2      | 4      |
| 5      | Iran         | 1   | 1       | 2      | 4      |
| 7      | Ungheria     | 1   | 1       | 0      | 2      |
| 8      | Germania     | 1   | 0       | 2      | 3      |
| 9      | Cina         | 0   | 2       | 2      | 4      |
| 10     | Kirghizistan | 0   | 2       | 1      | 3      |
| 10     | Bielorussia  | 0   | 2       | 1      | 3      |
| 12     | Georgia      | 0   | 2       | 0      | 2      |
| 13     | Azerbaigian  | 0   | 1       | 2      | 3      |
| 14     | India        | 0   | 1       | 1      | 2      |
| 15     | Armenia      | 0   | 1       | 0      | 1      |
| 15     | Nigeria      | 0   | 1       | 0      | 1      |
| 17     | Turchia      | 0   | 0       | 3      | 3      |
| 18     | Bulgaria     | 0   | 0       | 2      | 2      |
| 19     | Polonia      | 0   | 0       | 1      | 1      |
| 19     | Egitto       | 0   | 0       | 1      | 1      |
| 19     | Serbia       | 0   | 0       | 1      | 1      |
| 19     | San Marino   | 0   | 0       | 1      | 1      |
| 19     | Kazakistan   | 0   | 0       | 1      | 1      |
| 19     | Uzbekistan   | 0   | 0       | 1      | 1      |
| 19     | Mongolia     | 0   | 0       | 1      | 1      |
| 19     | Italia       | 0   | 0       | 1      | 1      |
| Totale | Totale       | 18  | 18      | 36     | 72     |